# Sciato
Scìato (AFI: /ˈʃi.ato/; in greco Σκιάθος?, Skiáthos, AFI: [ˈscaθos]) è un'isola greca del Mar Egeo che, insieme ad Alonneso, Scopelo ed a numerosi isolotti, fa parte dell'arcipelago delle Sporadi Settentrionali, appartenente alla prefettura della Magnesia.
La Grecia continentale si trova a ovest rispetto all'isola, mentre l'isola di Scopelo a est. Fanno parte del comune di Sciato anche gli isolotti Tsougria e Tsougriaki, nonché quelli di Maragos, Arkos, Troulonisi e Aspronisi, tutti di dimensioni molto contenute.
Quasi tutta la popolazione dell'isola (5 788 abitanti nel 2001) è concentrata nel capoluogo, che ha 4 988 abitanti. Altri insediamenti sono Xanemos (195 abitanti), Kalyvia (179 abitanti), Troulos (159 abitanti) e Koukounaries (126 abitanti). Dal punto di vista amministrativo l'isola è formata dal comune omonimo appartenente alla periferia della Tessaglia (unità periferica delle Sporadi).
Nonostante le sue dimensioni molto ridotte (meno di 50 km²), Sciato è una destinazione turistica molto popolare, grazie anche a più di 60 spiagge sabbiose sparse per tutti i 44 km di costa, ad un porto con collegamenti marittimi frequenti dalle città di Vòlo e Salonicco, e ad un aeroporto.

## Geografia fisica
L'isola ha una forma grossolanamente romboidale, con la diagonale più lunga di circa 12 km. La costa è frastagliata, e, così come altre isole greche, presenta vari isolotti, scogliere e penisole separate da piccole baie.
Il terreno è collinare, con un picco di 433 metri, e la maggior parte degli insediamenti si trovano lungo la costa meridionale e sud-orientale dell'isola. L'aeroporto si trova a pochi chilometri dal capoluogo, a ridosso della costa.
La maggior parte dell'isola di Sciato è coperta da foreste di pini.

## Storia
In antichità, l'isola ha avuto un ruolo importante ai tempi delle Guerre persiane. Nel 480 a.C., la flotta del re persiano Serse venne colpita da una violenta tempesta e subì importanti perdite proprio nelle scogliere di Sciato. Ne seguì la battaglia di Capo Artemisio, nei pressi della vicina isola di Eubea, e la vittoria greca finale nella battaglia di Salamina. Sciato rimase nella Lega delio-attica fino a quando non perse la sua indipendenza. Nel 200 a.C. la città di Sciato viene distrutta da Filippo V di Macedonia.
Nel 1207 i fratelli Ghisi catturano l'isola ed edificano il Bourtzi, una fortezza sul mare in stile veneziano simile al più famoso Bourtzi di Nauplia nel Peloponneso, allo scopo di proteggere l'isola dagli attacchi dei pirati. Il tentativo fu vano, e gli abitanti dell'isola furono costretti a metà del XIV secolo a spostare la capitale dell'isola dalla costa meridionale alla costa settentrionale, su di un'altura difficile da espugnare (Kastro di cui restano poche ma spettacolari rovine).
Nel 1704 i monaci del monte Athos costruirono il monastero Evangelistria, che ha avuto un ruolo nella guerra d'indipendenza dall'Impero ottomano come nascondiglio dei rivoltosi. La prima bandiera greca fu creata proprio nel monastero Evangelistria nel 1807, diversi anni prima dello scoppio della rivoluzione del 1821. Si ritiene che il monastero sia servito anche come luogo iniziale per pianificare la ribellione nei confronti dell'oppressore turco, in quanto diversi eroi come Theodoros Kolokotronis e Andreas Miaoulis qui giurarono sulla bandiera ellenica.
Dopo la guerra d'indipendenza, la capitale dell'isola tornò ad essere quella odierna, e le rovine della vecchia capitale, Kastro, rimangono oggi come luogo d'interesse turistico.
Durante il XIX secolo Sciato divenne un importante centro di costruzione di navi grazie anche all'abbondanza di foreste di pini sull'isola. Proprio quando le foreste rischiarono di essere pericolosamente eliminate, l'emergere, in ambito navale, delle navi a vapore portò all'abbandono di Sciato come cantiere marittimo. Oggi rimane solo un piccolo cantiere nei pressi del capoluogo che costruisce caicchi tradizionali.
Nel 2008 sull'isola di Sciato e in quella vicina di Scopelo fu girato il film Mamma mia!, con Meryl Streep, Colin Firth e Pierce Brosnan.